# Ēostre

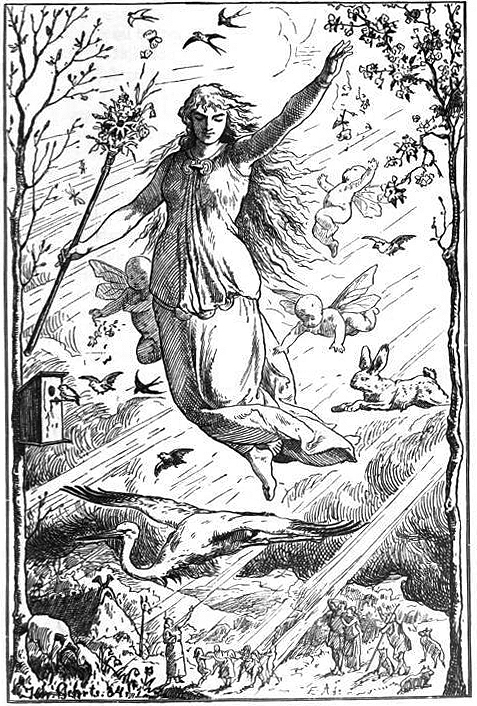
Ostara (1884) av Johannes Gehrts. Gudinnan flyger mot himlen omringad av putti, ljusstrålar och djur.

Ēostre eller Ostara (fornengelska: Ēastre, i Northumbria: Ēostre, fornhögtyska: Ôstara) skall ha varit en västgermansk förkristen fruktbarhetsgudinna, vars ursprung inte är fullständigt belagd. Månadsnamnet "Eosturmonath", som enligt munken Beda venerabilis från början skall ha hänsyftat till henne, har tagits över av påsken på engelska (Easter) och tyska (Ostern).
De skriftliga källorna är få före 1800-talet vid sidan om den anglosaxiske munken och historikern Beda venerabilis på 700-talet.
Påstående om att Ēostre skall ha haft attributen ägg och kaniner och att hon skall ha firats kring vårdagjämningen den 21 mars, ungefär vid samma tid då påsken tidigast kan infalla finns alla först belagda i modern tid. Dessa attribut har troligen snarare projicerats bakåt på henne från senare påsktraditioner än omvänt. Äggen stammar egentligen från fastebrottet vid påsken, då ägg åter blev tillåten föda och efter uppehållet fanns i stora mängder. Påskharen är inte belagd tidigare än 1682.